# Biadoliny Radłowskie (gromada)
Biadoliny Radłowskie (od 31 XII 1961 Biadoliny Szlacheckie) – dawna gromada, czyli najmniejsza jednostka podziału terytorialnego Polskiej Rzeczypospolitej Ludowej w latach 1954–1972.
Gromady, z gromadzkimi radami narodowymi (GRN) jako organami władzy najniższego stopnia na wsi, funkcjonowały od reformy reorganizującej administrację wiejską przeprowadzonej jesienią 1954 do momentu ich zniesienia z dniem 1 stycznia 1973, tym samym wypierając organizację gminną w latach 1954–1972.
Gromadę Biadoliny Radłowskie z siedzibą GRN w Biadolinach Radłowskich utworzono – jako jedną z 8759 gromad na obszarze Polski – w powiecie brzeskim w woj. krakowskim, na mocy uchwały nr 19/IV/54 WRN w Krakowie z dnia 6 października 1954. W skład jednostki weszły obszary dotychczasowych gromad: Biadoliny Radłowskie ze zniesionej gminy Wojnicz oraz Biadoliny Szlacheckie ze zniesionej gminy Dębno w tymże powiecie. Dla gromady ustalono 15 członków gromadzkiej rady narodowej.
Gromadę Biadoliny Radłowskie zniesiono 31 grudnia 1961 w związku z przeniesieniem siedziby GRN z Biadolin Radłowskich do Biadolin Szlacheckich i przemianowaniem jednostki na gromada Biadoliny Szlacheckie.